# برايم (مشروب)
برايم (يكتب PRIME) هو مشروب رياضي ومشروب طاقة تصنعه وتسوقه شركة Prime Hydration. يروج له اليوتيوبر لوجان بول وكي إس أي . تبع الإعلان عن المنتج وإصداره في عام يونيو 2022 ضجة على وسائل التواصل الاجتماعي بسبب ارتباطه بشخصيات وسائل التواصل الاجتماعي هذه حيث يتابعهم عشرات الملايين من المتابعين.

## المراجع

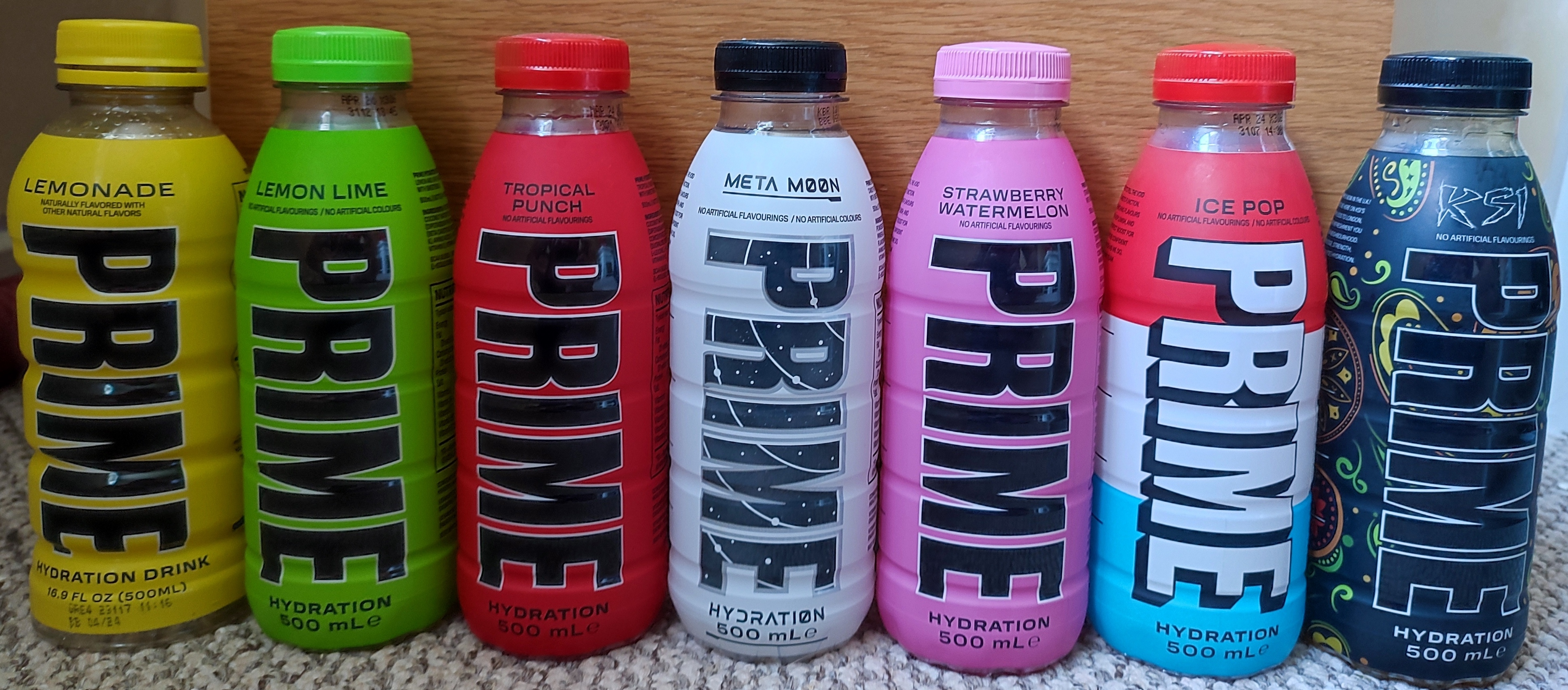
جميع أطعمة منتج برايم